# Andrômeda VIII
Andrômeda VIII é uma galáxia descoberta em agosto de 2003. Ela é uma companheira da Galáxia de Andrômeda, M31, e sua iludida detecção levou muito tempo devido à sua difusa
natureza. A galáxia foi finalmente descoberta pela medição dos redshifts de estrelas na frente de Andrômeda, o que provou ter diferentes velocidades de M31 e, portanto, eram parte de uma outra galáxia.

## Status
A partir de 2006, pelo menos, a atualidade de And VIII como uma galáxia ainda não foi firmemente estabelecida (Merrett et al. 2006).